# Vonderort (Oberhausen)
Vonderort ist eine ehemalige Bauerschaft im Osten des Stadtbezirks Osterfeld von Oberhausen. Der größte Teil der Ortschaft wurde 1929 nach Bottrop eingemeindet. Der kleinere, bei Osterfeld verbliebene Teil Vonderorts wird heute in Oberhausen nicht mehr als eigener Stadtteil wahrgenommen. Es besteht nur noch aus wenigen Straßenzügen (Kickenberg-, Beck-, Gehrberg-, Koppenburgstr., östlicher Teil der Bottroper, Ems- und Hochstr.) sowie dem Revierpark Vonderort und wird daher in Oberhausen dem Stadtteil Osterfeld-Mitte zugerechnet.
Die im Vonderbruch entstandene Siedlung Vondern gehörte ursprünglich auch zur Bauerschaft Vonderort, ist jedoch heute ein eigener Stadtteil. Begünstigt wird dies auch durch die siedlungsräumlich deutlich abgetrennte Lage Vonderns vom Rest Vonderorts südlich des großen Rangierbahnhofs Osterfeld.